# Terc-butanol
A terc-butanol (vagy terc-butil-alkohol, 2-metil-2-propanol) egy az alkoholok közé tartozó szerves vegyület. A legegyszerűbb tercier alkohol. A butanol négy szerkezeti izomerje közül az egyik, a másik három az n-butanol, a szek-butanol és az izobutanol. 

## Története
A terc-butanol volt az elsőként felfedezett tercier alkohol, először Butlerov állította elő 1863-ban.

## Kémiai tulajdonságai
Színtelen, jellegzetes szagú vegyület. A többi kis szénatomszámú alkoholtól eltérően nem folyadék, hanem alacsony olvadáspontú szilárd anyag (az olvadáspontja 26 °C). Vízben korlátlanul oldódik.
Mint tercier alkohol, sokkal kevésbé reakcióképes és kevésbé érzékeny oxidációra, mint a butanol más izomerjei. Hidrogén-kloriddal szubsztitúciós reakcióba lép, ekkor terc-butil-klorid keletkezik.

## Előállítása
A terc-butanol a krakkgázok között található izobutilénből állítható elő kénsavészteren át, majd ennek hidrolízisével.

## Felhasználása
Kiindulási anyagként alkalmazzák szerves kémiai szintéziseknél.

## Lásd még
- A vegyület izomerjei táblázatban